# Koninklijke Harmonie van Heer
De Koninklijke Harmonie van Heer is een harmonieorkest in Heer, Nederlands Limburg, dat werd opgericht in 1851. Het is een van de oudste harmonieën van Maastricht. Sinds 1951 mag de Harmonie van Heer het predicaat Koninklijk dragen. De Koninklijke Harmonie van Heer wordt ook wel 'De Aw van Hier' genoemd.

## Dirigenten
- 1852 - 1879 Nicolaas Petrus van Polfliet
- 1879 - 1887 Jean Defesche
- 1889 - 1892 Jan Hermans
- 1892 - 1943 Gustaaf de Pauw
- 1945 - 1952 P. Castermans
- 1952 - 1970 Marcel Arbeel
- 1970 - 1973 Boelens
- 1973 - 1983 Jan Knops
- 1983 - 1996 Jos van de Braak
- 1996 - ???? Jack Otten
- ???? - ???? Björn Bus
- ???? - 2012 Antoon Sikkes
- 2012 - 2019 Michel Bergenhuizen
- 2019 - 2019 Luis Andrade
- 2019 - 2022 Karin Janssen
- 2022 - heden Wouter Bergenhuizen

## Concertreizen
| Jaar | Land      | Locatie                             |
| ---- | --------- | ----------------------------------- |
| 1960 | Duitsland | Musikfest Erlangen                  |
| 1965 | Duitsland | Königliche Landesmusikfest Erlangen |
| 1965 | België    | PBM concours Maasmechelen           |
| 1967 | Spanje    | Barcelona Catalonië                 |
| 1980 | Duitsland | Landesmusikfest Erlangen            |
| 1983 | Duitsland | Weinfeste Krumbach                  |
| 1985 | Duitsland | Europese musikfest Beierse Kempten  |
| 1988 | België    | Concert wedstrijd Mechelen-Leest    |
| 1990 | Duitsland | 6e Bundesmusikfest Allgäu           |
| 2011 | Duitsland | Straßenfest Bitburg                 |
| 2024 | Duitsland | Winzerfest Dernau                   |

## Resultaten
| Jaar | Land      | Locatie                                   | Deelnemer                   | Afdeling            | Prijs                                                                                   | Punten       |
| ---- | --------- | ----------------------------------------- | --------------------------- | ------------------- | --------------------------------------------------------------------------------------- | ------------ |
| 1912 | Nederland | Concertconcours Thorn                     | Harmonie                    | Eerste afdeling     | 1e prijs met promotie                                                                   | -            |
| 1921 | Nederland | Concert wedstrijd Amsterdam               | Harmonie                    | Uitmuntenhied       | 1e prijs met zilveren lauwerkrans                                                       | -            |
| 1931 | Nederland | Concertconcours Oss                       | Harmonie                    | Ere afdeling        | 1e prijs met lof en promotie                                                            | -            |
| 1956 | Nederland | Federatief Bondsconcours Berg aan de Maas | Harmonie                    | Superieure afdeling | 1e prijs met lof en het hoogst aantal punten hele concours                              | 171 punten   |
| 1956 | Nederland | Concert wedstrijd Amsterdam               | Harmonie                    | Superieure afdeling | 1e prijs                                                                                | 310 punten   |
| 1958 | Nederland | Wereld Muziek Concours Kerkrade           | Harmonie                    | Superieure afdeling | 1e prijs met lof                                                                        | 324 punten   |
| 1962 | Nederland | Wereld Muziek Concours Kerkrade           | Tamboer- en Klaroenkorps    | Tweede Divisie      | 1e prijs                                                                                | 97 punten    |
| 1962 | Nederland | Wereld Muziek Concours Kerkrade           | Harmonie                    | Superieure afdeling | 1e prijs met resp. 448                                                                  | 97 punten    |
| 1965 | Duitsland | Königliche Landesmusikfest Erlangen       | Harmonie                    | Superieure afdeling | 1e Rang mit Auszeichnung en het hoogst aantal punten hele concours                      | -            |
| 1967 | Nederland | Bondsconcours Merum-Herten                | Harmonie                    | Superieure afdeling | 1e prijs met lof                                                                        | -            |
| 1969 | Nederland | Bondsconcours Dieteren                    | Harmonie                    | Superieure afdeling | 1e prijs                                                                                | 309 punten   |
| 1971 | Nederland | Stadsconcoursen                           | Harmonie                    | Superieure afdeling | Zeer goed                                                                               | -            |
| 1972 | Nederland | Stadsconcoursen                           | Harmonie                    | Superieure afdeling | Zeer goed                                                                               | -            |
| 1977 | België    | PBM concours Maasmechelen                 | Harmonie                    | Superieure afdeling | 1e prijs met lof en het hoogst aantal punten hele concours                              | 355 punten   |
| 1979 | Nederland | Bondsconcours Neerbeek                    | Harmonie                    | Superieure afdeling | 1e prijs met lof en het hoogst aantal punten hele concours                              | -            |
| 1980 | Nederland | Nederlands kampioenschappen Kerkrade      | Harmonie                    | Eredivisie          | 1e prijs met lof en Nederlands kampioen                                                 | -            |
| 1980 | Duitsland | Landesmusikfest Erlangen                  | Harmonie                    | Eredivisie          | 1e Rang mit Auszeichnung                                                                | 119 punten   |
| 1980 | Duitsland | Landesmusikfest Erlangen                  | Tamboer- en Klaroenkorps    | Eredivisie          | 1e Rang mit Auszeichnung                                                                | -            |
| 1982 | Nederland | Bondsconcours Weert                       | Harmonie                    | Eredivisie          | 1e prijs met lof en het hoogst aantal punten hele concours                              | -            |
| 1983 | Nederland | Nederlands kampioenschappen Etten-Leur    | Harmonie                    | Eredivisie          | 1e prijs                                                                                | 293 punten   |
| 1985 | Duitsland | Europese musikfest Beierse Kempten        | Harmonie                    | Eredivisie          | 1e Rang mit Auszeichnung                                                                | 120 punten   |
| 1985 | Duitsland | Europese musikfest Beierse Kempten        | Tamboer- en Klaroenkorps    | Eredivisie          | 1e Rang mit Auszeichnung                                                                | 120 punten   |
| 1988 | België    | Concert wedstrijd Mechelen-Leest          | Harmonie                    | Eredivisie          | 1e prijs met lof                                                                        | -            |
| 1988 | Nederland | Bondsconcours Susteren                    | Harmonie                    | Eredivisie          | 1e prijs met lof, promotie, het hoogst aantal punten hele concours en Limburgs kampioen | 327 punten   |
| 1988 | Nederland | Limburgs kampioenschappen Brunssum        | Tamboer- en Klaroenkorps    | Eredivisie          | 1e prijs met lof en Limburgs kampioen                                                   | 324 punten   |
| 1989 | Nederland | Nederlands kampioenschappen Kerkrade      | Harmonie                    | Eredivisie          | 1e prijs met lof en Nederlands kampioen en Nederland kampioen                           | 327 punten   |
| 1989 | Nederland | Nederlands kampioenschappen Kerkrade      | Tamboer- en Klaroenkorps    | Eredivisie          | 1e prijs met lof en Nederlands kampioen                                                 | 324 punten   |
| 1990 | Duitsland | 6e Bundesmusikfest Allgäu                 | Harmonie                    | Superieure afdeling | 1e Rang mit Auszeichnung                                                                | -            |
| 1990 | Duitsland | 6e Bundesmusikfest Allgäu                 | Tamboer- en Klaroenkorps    | Eredivisie          | 1e Rang en het hoogst aantal punten                                                     | -            |
| 1993 | Nederland | Bondsconcours                             | Harmonie                    | Superieure afdeling | 1e prijs                                                                                | 309 punten   |
| 1994 | Nederland | Bondsconcours Venlo                       | Tamboer- en Trompetterkorps | Eredivisie          | Uitmuntend                                                                              | -            |
| 1994 | Nederland | Limburgs kampioenschappen Brunssum        | Tamboer- en Trompetterkorps | Eredivisie          | 1e prijs met lof en Limburgs kampioen                                                   | -            |
| 1995 | Nederland | Nederlands kampioenschappen Amsterdam     | Tamboer- en Trompetterkorps | Eredivisie          | 1e prijs met lof en Nederlands kampioen                                                 | -            |
| 1998 | Nederland | Bondsconcours                             | Harmonie                    | Superieure afdeling | 1e prijs met lof                                                                        | 315,5 punten |
| 2008 | Nederland | Bondsconcours Velden                      | Drumband                    | 4e divisie          | 1e prijs met lof, promotie en Limburgs kampioen                                         | 90,08 punten |
| 2009 | Nederland | Nederlands kampioenschappen De Lutte      | Drumband                    | 4e divisie          | 1e prijs en Nederlands kampioen                                                         | 84,86 punten |
| 2014 | Nederland | Bondsconcours Roermond                    | Harmonie                    | 2e divisie          | 1e prijs met promotie                                                                   | 88,33 punten |
| 2022 | Nederland | Bondsconcours Venlo                       | Harmonie                    | 2e divisie          | 1e prijs met promotie en Limburgs kampioen                                              | 86,33 punten |